# Infodata
Infodata är ett svenskt företag som bland annat handlar med adresslistor för direktreklam. 
Företaget driver även SPAR-databasen på uppdrag av svenska staten. Infodata ägs av Bisnode. VD är Peter Englisch.